# Abaurrea Alta
Abaurrea Alta (in castigliano) o Abaurregaina (in basco; ufficialmente Abaurregaina/Abaurrea Alta) un comune spagnolo di 115 abitanti situato nella comunità autonoma della Navarra.

## Popolazione

### Andamento demografico
Abitanti censiti

### Lingue e dialetti
Il dialetto basco locale appartiene alla variante navarro-lapurdina, e fa parte dei comuni della Navarra dove il basco è lingua ufficiale. Nel 2018 il 50,8% della popolazione era euskaldun (bascofona).